# Scissurella cebuana
Scissurella cebuana is een slakkensoort uit de familie van de Scissurellidae. De wetenschappelijke naam van de soort is voor het eerst geldig gepubliceerd in 1998 door Bandel.